# Carolina Vendil Pallin
Ulla Carolina Johanna Vendil Pallin, född Vendil 5 augusti 1968 i Köpings församling i Västmanlands län, är en svensk statsvetare och försvarsforskare.

## Biografi
Carolina Vendil avlade filosofie kandidat-examen vid Stockholms universitet 1995 och anställdes vid Försvarets forskningsanstalt 1997. Hon avlade Master of Science-examen 1998 och Doctor of Philosophy-examen 2002 vid London School of Economics and Political Science. Hon var departementssekreterare vid Försvarsdepartementet 2003–2006 och Senior Research Fellow vid Utrikespolitiska Institutet 2006–2009. Sedan 2009 är Vendil Pallin forskningsledare vid Totalförsvarets forskningsinstitut. Hennes forskning rör Rysslands inrikespolitik och säkerhetspolitiskt beslutsfattande samt rysk militärreform, säkerhetstjänsternas roll i rysk politik och landets relationer med Europeiska Unionen. Åren 2012–2013 var hon därtill sekreterare i Försvarsberedningen.
Carolina Vendil Pallin invaldes 2010 som ledamot av Kungliga Krigsvetenskapsakademien.
Carolina Vendil Pallin är sedan 2002 gift med Krister Pallin.